# Championnat de Pologne de football 1997-1998
Le championnat de Pologne 1997-98 a vu le ŁKS Łódź remporter cette édition, devant le Polonia Varsovie.

## Meilleur buteur
- Arkadiusz Bąk (Polonia Varsovie) : 14 buts